# 10884 Tsuboimasaki
10884 Tsuboimasaki este un asteroid din centura principală de asteroizi.

## Descriere
10884 Tsuboimasaki este un asteroid din centura principală de asteroizi. A fost descoperit pe 7 noiembrie 1996 la Kitami de Kin Endate și Kazuro Watanabe. Asteroidul prezintă o orbită caracterizată de o semiaxă mare de 2,62 ua, o excentricitate de 0,12 și o înclinație de 4,1° în raport cu ecliptica.